# Болгарія-експрес
«Болга́рія експрéс» — фірмовий швидкий потяг Російських залізниць (нічний швидкий) № 59/60 сполученням Москва — Софія.
Відстань маршруту складає 2834 км.
На даний потяг можна було придбати електронний квиток.

## Історія
5, 6 лютого 2012 року потяг курсував лише до станції Бухарест, а в ті самі числа потяг в зворотньому напрямку курсував лише до станції Русе.
До 11 грудня 2011 року потяг курсував через Тернопіль, Теребовлю, Заліщики і Стефанешти. Після того числа потяг почав курсувати через Львів, Івано-Франківськ і Коломию.
20 лютого 2014 року потяг курсував із запізненням через заметіль.
На жаль, з 14 грудня 2014 року потяг відмінили через нерентабельність, що залишили лише один потяг до України — «Співдружжя» № 66/65 Москва — Кишинів.

## Інформація про курсування
Потяг «Болгарія Експрес» курсував цілий рік, через день. На маршруті руху зупинявся на 34 проміжних станціях.
| Розклад руху потяга «Тиса» | Розклад руху потяга «Тиса» | Розклад руху потяга «Тиса» | Розклад руху потяга «Тиса» | Розклад руху потяга «Тиса» |
| Час прибуття               | Час відправлення           | Станція                    | Час прибуття               | Час відправлення           |
| -------------------------- | -------------------------- | -------------------------- | -------------------------- | -------------------------- |
| —                          | 09:30                      | Москва                     | 23:58                      | —                          |
| 19:21                      | 20:10                      | Київ                       | 09:19                      | 10:05                      |
| 23:02                      | 23:55                      | Бухарест                   | 05:29                      | 06:13                      |
| 11:10                      | —                          | Софія                      | —                          | 19:01                      |

Актуальний розклад руху до відміни було вказано у розділі «Розклад руху призначених поїздів» на офіційному вебсайті «Укрзалізниці» і на вкладці, там де розклад потязів на сайті РЖД.

## Склад потяга
На маршруті курсували склади формування вагонного депо станції Москва-Київська.
Потяг складається з 4 купейних вагонів

## Вагони безпересадкового сполучення
Цей потяг мав багато вагонів безпересадкового сполучення на такиж напрямках і сполучення з цими вагонами:
- Москва — Чернівці (21-23 (21 — купе, 22/23 — плацкарт)
- Москва — Варна (5-8 купе)
- Москва — Бургас (5-8 купе)
- Київ — Софія (13 купе)
- Київ — Чернівці (плацкартні в разі потреби)
- Мінськ — Софія (14 купе)
- Чернівці — Софія (2 купе)[10]

## Події
5 січня 2010 року потяг на перегоні Чортків — Біла-Чортківська зійшов із рейок, що отримав запізнення в 3 години 32 хвилини (прибув в Чернівці приблизно о 9:45)

## Цікаві факти
- Потяг називається по іншому «Чотири столиці»